# CF Badalona
A CF Badalona, teljes nevén Club de Fútbol Badalona egy spanyol labdarúgócsapat. A klubot 1903-ban alapították, székhelye Badalona, amely Katalóniában található.

## Jelenlegi keret
| #  |     | Poszt | Név             |
| -- | --- | ----- | --------------- |
| 1  | ESP | K     | Rubén Martínez  |
| 2  | ESP | KP    | Jordi Ferrón    |
| 4  | ESP | V     | Albert Cámara   |
| 5  | ESP | V     | Ignacio Alfonso |
| 6  | ESP | KP    | Isaías Sánchez  |
| 7  | ESP | KP    | Luis Larios     |
| 8  | ESP | KP    | Santi Amaro     |
| 9  | ESP | CS    | David Prats     |
| 10 | ESP | KP    | Rubén Casado    |
| 11 | ESP | CS    | Lluis Blanco    |
| 14 | ESP | V     | Héctor Bueno    |

| #  |     | Poszt | Név            |
| -- | --- | ----- | -------------- |
| 15 | ESP | KP    | Curro Sánchez  |
| 16 | ESP | KP    | David López    |
| 17 | ESP | V     | Juan Carlos    |
| 18 | ESP | CS    | Aitor Caler    |
| 19 | ESP | KP    | Sergio Torres  |
| 20 | ESP | V     | Antonio Robles |
| 21 | ESP | CS    | Xavi Molist    |
| 22 | ESP | V     | Fran Erencia   |
| 23 | ESP | CS    | Diego Torres   |
| 25 | ESP | K     | Sergio Aurre   |

## Statisztika
| Szezon      | Osztály    | Poz. | Copa del Rey |
| ----------- | ---------- | ---- | ------------ |
| 1929/30     | 3ª         | 2.   |              |
| 1930/31     | 3ª         | 3.   |              |
| 1931/32     | 3ª         | 2.   |              |
| 1932/33     | 3ª         | 1.   |              |
| 1933/34     | 3ª         | 4.   |              |
| 1934/35     | 2ª         | 6.   |              |
| 1935/36     | 2ª         | 4.   |              |
| 1939/40     | 2ª         | 8.   |              |
| 1940/41     | 2ª         | 12.  |              |
| 1941-42-től | Regionális | —    |              |
| 1944-45-ig  | Regionális | —    |              |
| 1945/46     | 3ª         | 1.   |              |
| 1946/47     | 3ª         | 1.   |              |
| 1947/48     | 2ª         | 10.  |              |
| 1948/49     | 2ª         | 13.  |              |
| 1949/50     | 2ª         | 15.  |              |
| 1950/51     | 2ª         | 13.  |              |
| 1951/52     | 2ª         | 15.  |              |

| Szezon  | Osztály | Poz. | Copa del Rey |
| ------- | ------- | ---- | ------------ |
| 1952/53 | 3ª      | 4.   |              |
| 1953/54 | 3ª      | 11.  |              |
| 1954/55 | 3ª      | 8.   |              |
| 1955/56 | 3ª      | 5.   |              |
| 1956/57 | 3ª      | 2.   |              |
| 1957/58 | 3ª      | 14.  |              |
| 1958/59 | 3ª      | 6.   |              |
| 1959/60 | 3ª      | 8.   |              |
| 1960/61 | 3ª      | 1.   |              |
| 1961/62 | 3ª      | 6.   |              |
| 1962/63 | 3ª      | 2.   |              |
| 1963/64 | 2ª      | 14.  |              |
| 1964/65 | 2ª      | 14.  |              |
| 1965/66 | 2ª      | 12.  |              |
| 1966/67 | 2ª      | 10.  |              |
| 1967/68 | 2ª      | 9.   |              |
| 1968/69 | 3ª      | 4.   |              |
| 1969/70 | 3ª      | 2.   |              |

| Szezon      | Osztály    | Poz. | Copa del Rey |
| ----------- | ---------- | ---- | ------------ |
| 1970/71     | 3ª         | 11.  |              |
| 1971/72     | 3ª         | 17.  |              |
| 1972-73-tól | Regionális | —    |              |
| 1976-77-ig  | Regionális | —    |              |
| 1977/78     | 3ª         | 13.  |              |
| 1978/79     | 3ª         | 2.   |              |
| 1979/80     | 3ª         | 11.  |              |
| 1980/81     | 3ª         | 3.   |              |
| 1981/82     | 3ª         | 2.   |              |
| 1982/83     | 3ª         | 3.   |              |
| 1983/84     | 3ª         | 3.   |              |
| 1984/85     | 3ª         | 11.  |              |
| 1985/86     | 3ª         | 19.  |              |
| 1986/87     | Regionális | —    |              |
| 1987/88     | 3ª         | 5.   |              |
| 1988/89     | 3ª         | 18.  |              |
| 1989-90-től | Regionális | —    |              |
| 1992-93-ig  | Regionális | —    |              |

| Szezon  | Osztály    | Poz. | Copa del Rey |
| ------- | ---------- | ---- | ------------ |
| 1993/94 | 3ª         | 6.   |              |
| 1994/95 | 3ª         | 18.  |              |
| 1995/96 | Regionális | —    |              |
| 1996/97 | Regionális | —    |              |
| 1997/98 | 3ª         | 12.  |              |
| 1998/99 | 3ª         | 13.  |              |
| 1999/00 | 3ª         | 18.  |              |
| 2000/01 | Regionális | —    |              |
| 2001/02 | Regionális | —    |              |
| 2002/03 | 3ª         | 1.   |              |
| 2003/04 | 3ª         | 1.   |              |
| 2004/05 | 2ªB        | 9.   |              |
| 2005/06 | 2ªB        | 1.   |              |
| 2006/07 | 2ªB        | 5.   |              |
| 2007/08 | 2ªB        | 10.  |              |
| 2008/09 | 2ªB        | 9.   |              |
| 2009/10 | 2ªB        | 12.  |              |
| 2010/11 | 2ªB        | —    |              |

## Ismertebb játékosok
- David Prats
- Albert Cámara
- Rubén Martinez
- Xavier Aguado
- Luis Blanco
- Jordi Ferrón
- Rubén Casado
- Ryan Reece
- Cesár Castro

## Külső hivatkozások
- Hivatalos weboldal (katalánul)
- Futbolme (spanyolul)